# Neil Cochran
Neil Cochran (Torphins, 12 aprile 1965) è un ex nuotatore britannico.
Specializzato nei misti, ha vinto due medaglie di bronzo alle olimpiadi di Los Angeles 1984, nei 200 m misti e nella staffetta 4x200 m sl.

## Palmarès
- Olimpiadi
  - Los Angeles 1984: bronzo nei 200 m misti e nella staffetta 4x200 m sl.

- Europei
  - 1987 - Strasburgo: argento nella staffetta 4x100 m misti.